# Schinderling
Schinderling war eine volkstümliche Bezeichnung für die im Feinsilbergehalt stark verminderten Pfennige aus der Zeit um 1457 bis 1460, die hauptsächlich im österreichischen Raum (Land ob der Enns) umliefen. Sie hatten ihre Ursache in Erbstreitigkeiten zwischen den Habsburgern Erzherzog Albrecht VI und seinem Bruder Kaiser Friedrich III., welche in einen kostspieligen Krieg und den damit verbundenen Geldmangel zur Bezahlung der Söldner mündeten. So ließ Albrecht minderwertige Münzen prägen, in denen das Silber nach und nach durch Kupfer und Blei ersetzt wurde (Münzverschlechterung). Diese minderwertige Legierung sorgte dafür, dass sich die Geldstücke mit der Zeit schwarz verfärbten und so  den Namen Schinderling oder auch Schwarzpfennig bekamen.
Die Schinderlingszeit war eine der ersten offenen Inflationen im deutschen Sprachraum kurz vor Beginn der Neuzeit. Die Wucht dieser Wirtschaftskrise lässt sich gut am Wechselkurs zum ungarischen Gulden festmachen: Konnte man Anfang 1458 noch 270 Pfennige gegen einen Gulden einwechseln, so  musste man im April 1460 dafür bereits 3.686 Pfennige vorlegen, bis letztlich keiner mehr die Pfennige haben wollte.
Ende 1460 wurde mit der Wiedereinführung von echten Silberpfennigen die große Inflation in Deutschland beendet.